# Sân bay Aviador Carlos Campos
Sân bay Aviador Carlos Campos (tiếng Tây Ban Nha: Aeropuerto de Chapelco - Aviador Carlos Campos) (IATA: CPC, ICAO: SAZY) là một sân bay ở tỉnh Neuquén, Argentina, kết nối thành phố San Martín de los Andes và Junín de los Andes với các địa phương khác. Sân bay này được xây năm 1981. Năm 2007, sân bay này phục vụ gần 30.000 lượt khách.
Sân bay có một nhà ga rộng 1.864 m² và chỗ đỗ xe cho 150 chiếc.

## Các hãng hàng không và các tuyến điểm
- Aerolíneas Argentinas
  - Buenos Aires / (Aeroparque Jorge Newbery) AEP
  - Esquel / (Sân bay Esquel EQS
- LADE Các tuyến tạm ngưng ở CPC
  - Bariloche / (Sân bay quốc tế Teniente Luis Candelaria) BRC
  - Neuquén / (Sân bay quốc tế Presidente Perón) NQN
  - Comodoro Rivadavia / (Sân bay quốc tế General Enrique Mosconi) CRD